# Hiệp Thạnh, thị xã Duyên Hải
Hiệp Thạnh là một xã cũ thuộc thị xã Duyên Hải, tỉnh Trà Vinh, Việt Nam.

## Địa lý
Xã Hiệp Thạnh nằm ở phía đông bắc thị xã Duyên Hải, có vị trí địa lý:
- Phía đông giáp Biển Đông
- Phía tây giáp xã Long Hữu và huyện Cầu Ngang
- Phía nam giáp xã Trường Long Hòa
- Phía bắc giáp Cửa Cung Hầu của sông Cổ Chiên.

Xã Hiệp Thạnh có diện tích 34,58 km², dân số năm 2023 là 4.601 người, mật độ dân số đạt 133 người/km².

## Hành chính
Xã Hiệp Thạnh được chia thành 3 ấp: Bào, Cây Đa, Chợ.

## Lịch sử
Dưới thời Việt Nam Cộng hòa, Hiệp Thạnh là một xã thuộc quận Long Toàn, tỉnh Vĩnh Bình.
Sau năm 1975, quận Long Toàn giải thể, địa bàn nhập vào huyện Cầu Ngang, tỉnh Trà Vinh. Khi đó, xã Hiệp Thạnh thuộc huyện Cầu Ngang.
Ngày 29 tháng 9 năm 1981, Hội đồng Bộ trưởng ban hành Quyết định số 98-HĐBT về việc chia huyện Cầu Ngang thành huyện Cầu Ngang và huyện Duyên Hải. Khi đó, xã Hiệp Thạnh thuộc huyện Duyên Hải.
Ngày 15 tháng 5 năm 2015, Ủy ban thường vụ Quốc hội ban hành Nghị quyết số 934/NQ-UBTVQH13 về việc chuyển xã Hiệp Thạnh thuộc huyện Duyên Hải về thị xã Duyên Hải mới thành lập quản lý.